# Президентские выборы в Южной Корее (1981)
Президентские выборы 1981 года в Южной Корее были первыми, проходившими после принятия новой конституции страны на референдуме в октябре 1980 года. Придя к власти в сентябре 1980 года, Чон Ду Хван предпринял реформу конституции. На всенародный референдум 22 октября 1980 года был вынесен проект новой конституции, предусматривавший непрямые президентские выборы, 7-летний срок полномочий президента, право президента на введение чрезвычайного положения и роспуск парламента, а также право финансирования правящей партии государством. За проект новой конституции проголосовало 91,6 % участников референдума.
Первые выборы, прошедшие в соответствии с Конституцией 1980 года, состоялись 25 февраля 1981 года. Чон Ду Хван в качестве кандидата от партии Демократической справедливости (позже переименованной в Демократическую Республиканскую партию), одержал в них победу, получив 4755 из 5277 голосов коллегии выборщиков (свыше 90 %) и официально вступил в должность президента страны 3 марта 1981 года.

## Результаты выборов
| Место по числу голосв | Кандидаты      | Партия                                | Число поданных голосов | %      | Результат |
| --------------------- | -------------- | ------------------------------------- | ---------------------- | ------ | --------- |
| 1                     | Чон Ду Хван    | Партия демократической справедливости | 4755                   | 90,2 % |           |
| 2                     | Ю Чхи Сон      | Демократическая Корея                 | 404                    | 7,7 %  |           |
| 3                     | Ким Джон Чхоль | Националистическая партия Кореи       | 81                     | 1,6 %  |           |
| 4                     | Ким Ый Тхэк    | Партия объединения Кореи              | 26                     | 0,6 %  |           |
| Выборщики             | Выборщики      | Выборщики                             | Выборщики              | 5277   |           |
| Всего голосов         | Всего голосов  | Всего голосов                         | Всего голосов          | 5271   |           |